# (1852) Carpenter
(1852) Carpenter es un asteroide perteneciente al cinturón de asteroides descubierto por el equipo del Indiana Asteroid Program de la universidad de Indiana el 1 de abril de 1955 desde el observatorio Goethe Link de Brooklyn, Estados Unidos.

## Designación y nombre
Carpenter se designó inicialmente como 1955 GA.
Más adelante fue nombrado en honor del astrónomo estadounidense Edwin F. Carpenter (1898-1963).

## Características orbitales
Carpenter está situado a una distancia media del Sol de 3,016 ua, pudiendo acercarse hasta 2,836 ua y alejarse hasta 3,197 ua. Su inclinación orbital es 11,18° y la excentricidad 0,05979. Emplea en completar una órbita alrededor del Sol 1914 días.